# 阿拉什运动
阿拉什运动（Алаш қозғалысы）是20世纪上半叶反殖民权力体系的民族解放运动。二十世纪初，俄罗斯在哈萨克草原开始加强政府体制，急剧增加来自俄罗斯的移民，哈萨克人则被驱逐出肥沃的土地。该运动主张加强哈萨克人民的自保斗争，但必须以理性的政治方式进行，而非通过大规模的武装起义。于是，在1905年俄国革命的道路上开始为哈萨克人民利益而斗争的哈萨克知识分子的行动，成为后来阿拉什运动的开端。Байтұрсынов, М.在杜拉托夫的领导下，民族知识分子开始掌握争取民族解放的政治斗争方式。 他们参加了各种运动并出版报纸和书籍进行宣传工作。 从1911年的“Aikap”杂志，到1913年的“哈萨克”报纸，然后是“Birlik Tui”、“Saryarka”、“Akzhol”，都决定了民族解放斗争的道路。 阿拉什运动的主要目标是争取哈萨克人民自治和逐步建立独立国家、限制在哈萨克土地上重新安置、尊重人权、发展经济、提高哈萨克语的声望。 由于阿拉什运动，1917年哈萨克委员会、突厥斯坦自治和阿拉索达政府成立。 这些在 1917 年存在的政治结构被布尔什维克强行解散。 阿拉什运动的所有支持者都受到迫害并被判处死刑。 然而，以阿拉什运动为起点的民族解放运动的力量并没有立即离开政治斗争的舞台。然后，民族解放以一种新的方式继续在 T. Ryskulov、S. Saduakasov、S. Spandiyarov、S. Kozhanov、Zh. Mynbayev 等知识分子的活动中进行。 然而，极权主义当局以阿拉什运动的追随者的身份集体惩罚了他们。 因此，从第一次俄国革命开始的阿拉什民族解放运动一直持续到1930年代。